# Nỉ lan tràng
Nỉ lan tràng hay nỉ lan thơm (danh pháp hai phần: Eria coronaria) là một loài phong lan.
Cây phân bố ở Ấn Độ, Nepal, Bhutan, Thái Lan, Trung Quốc, Việt Nam.